# 117ª Brigata di difesa territoriale
La 117ª Brigata autonoma di difesa territoriale (in ucraino 117-та окрема бригада територіальної оборони?, 117-ta okrema bryhada terytorial'noї oborony, unità militare А7045) è la principale unità delle Forze di difesa territoriale dell'Ucraina dell'oblast' di Sumy, subordinata al Comando operativo "Nord" delle Forze terrestri.

## Storia
La brigata è stata costituita il 13 aprile 2018. Fra il 28 settembre e l'8 ottobre è stata condotta una sessione di addestramento congiunto con i coscritti della 58ª Brigata motorizzata. Dal 25 al 29 luglio 2019 si è svolta un'esercitazione della brigata sotto la supervisione del vice comandante del Comando operativo "Nord", colonnello Oleksandr Nesterenko. L'unità è stata mobilitata in seguito all'invasione russa dell'Ucraina del 2022, difendendo per 41 giorni la città di Sumy circondata dalle truppe russe in assenza del supporto dell'esercito regolare. Il 27 agosto 2022 ha ricevuto la bandiera di guerra da parte del comandante in capo delle Forze armate ucraine Valerij Zalužnyj.

## Struttura
- Comando di brigata[6]
- 150º Battaglione di difesa territoriale (Sumy, unità militare А7316)[7]
- 151º Battaglione di difesa territoriale (Konotop, unità militare А7317)[8]
- 152º Battaglione di difesa territoriale (Romny, unità militare А7318)[9]
- 153º Battaglione di difesa territoriale (Šostka, unità militare А7319)[10]
- 154º Battaglione di difesa territoriale (Ochtyrka, unità militare А7320)[11]
- 155º Battaglione di difesa territoriale (Stepanivka, unità militare А7321)[12]
- Compagnia sistemi senza pilota "Korvus"
- Unità di supporto

## Comandanti
- Colonnello Jurij Polous (aprile 2018 - dicembre 2021)[13]
- Colonnello Serhij Kyr'jan (dicembre 2021 - 2023)[14]
- Colonnello Maksym Aksamytovs'kyj (2023 - in carica)[15]